# 本橋大輔
本橋 大輔（もとはし だいすけ、1986年6月4日 - ）は、日本の男性声優。千葉県出身。ヴィムス所属。

## 略歴
日本ナレーション演技研究所出身。

## 人物
漢字能力検定3級と調理師免許を所持している。
趣味は野球、風景撮影、フルーツカット。

## 出演

### テレビアニメ
2012年
- ソードアート・オンライン（サラマンダー）
- となりの怪物くん（男生徒）

2013年
- 世界でいちばん強くなりたい!（観客）

2014年
- キャプテン・アース（高見タカオ）
- 極黒のブリュンヒルデ（生徒、男子生徒、警官、男、ヘクセンヤクトの男 他）
- 最近、妹のようすがちょっとおかしいんだが。（バスケ部員A）
- さばげぶっ!（客、ソロモンの赤い虎）
- ストライク・ザ・ブラッド（アイランドガード）
- とある飛空士への恋歌（マルコ・サントス）
- 結城友奈は勇者である -結城友奈の章-（ニュースキャスター）
- 弱虫ペダル（観客） - 2シリーズ

2015年
- 青春×機関銃（男子生徒）
- アルスラーン戦記（兵士）
- 暗殺教室（本校舎教師）
- カードファイト!! ヴァンガードG（2015年 - 2018年、参加者2、佐藤、部員A、観客A、東条シンジ 他） - 3シリーズ
- Go!プリンセスプリキュア（男子生徒）
- コメット・ルシファー（警備兵、兵士）
- 実は私は（くじ引き屋）
- 下ネタという概念が存在しない退屈な世界（男B、群れた布地A）
- 戦姫絶唱シンフォギアGX（野次馬B）
- ダンジョンに出会いを求めるのは間違っているだろうか（団員）
- To LOVEる -とらぶる- ダークネス 2nd（男子生徒）
- ヘヴィーオブジェクト（2015年 - 2016年、兵士、テロリスト、整備兵）
- 放課後のプレアデス（ごろう）
- ランス・アンド・マスクス（黒服の男）

2016年
- おはよう!コケッコーさん（ピーヒ）
- orange（穂高）
- 機動戦士ガンダム 鉄血のオルフェンズ（ラックス）
- くまみこ（客）
- 競女!!!!!!!!（記者、係員）
- 坂本ですが?（男子生徒）
- タイムトラベル少女〜マリ・ワカと8人の科学者たち〜（チームメイトA、男性A、マルコ、荷車の持ち主、部下2、友人）
- タブー・タトゥー（呪紋泥棒）
- ねじ巻き精霊戦記 天鏡のアルデラミン（グエンプ）
- 不機嫌なモノノケ庵（2016年 - 2019年、伏見慎士） - 2シリーズ
- ベイブレードバースト（2016年 - 2022年、大会審判、ブルース、カルロス、ザリ、土方ハルミ、ジャッジ 他） - 5シリーズ
- 魔法つかいプリキュア!（内藤しんじ）
- ももくり（男子生徒）
- 霊剣山 星屑たちの宴（周明の内弟子）

2017年
- デジモンユニバース アプリモンスターズ（青年）
- MARGINAL#4 KISSから創造るBig Bang（戦隊B）
- ツインエンジェルBREAK（アリ戦闘員）
- セントールの悩み（百歩千鳥）
- ようこそ実力至上主義の教室へ（2017年 - 2024年、戸塚弥彦） - 2シリーズ
- プリンセス・プリンシパル（部下）
- Code:Realize 〜創世の姫君〜（黄昏兵B）
- 戦刻ナイトブラッド（家臣）

2018年
- 学園ベビーシッターズ（男子生徒、嘘川）
- クラシカロイド（ボーイB）
- グランクレスト戦記（ゲルハルト騎士団長）
- りゅうおうのおしごと!（記者）
- ゾイドワイルド（2018年 - 2019年、村人、Zボーイズ、ペンペン村 村人、店主、ラプトール 他）
- ゆらぎ荘の幽奈さん（僧兵、兵藤聡）
- はねバド!（男子）
- ジョジョの奇妙な冒険 黄金の風（学生C）

2019年
- とある魔術の禁書目録III（雑貨稼業）
- モブサイコ100 II（男子生徒）
- なんでここに先生が!?（男子生徒）
- ゾイドワイルド ZERO（2019年 - 2020年、歩兵A、兵士、整備兵、社員、オペレーター）
- おじゃる丸（鬼、亡き者）
- 星合の空（男子生徒）

2020年
- 痛いのは嫌なので防御力に極振りしたいと思います。（ギルド兵4）
- BNA ビー・エヌ・エー（日下部勝、クロ）
- のりものまん モービルランドのカークン（2020年 - 2022年、ホコリン、軽さん、タツ、マネージャー、コゲポン、チャラボー 他）
- ヒーリングっど♥プリキュア（打上）

2021年
- 美少年探偵団（トゥエルヴ）
- RE-MAIN（生徒E、後輩、野球部員D）

2022年
- 乙女ゲー世界はモブに厳しい世界です（獣人）

2023年
- 僕の心のヤバイやつ（配膳係）
- アンデッドガール・マーダーファルス（記者）
- 七つの魔剣が支配する（男子生徒A、男子生徒）
- カミエラビ（2023年 - 2024年） - 2シリーズ
- 陰の実力者になりたくて! 2nd season（市民、貴族）

2024年
- アオのハコ（2024年 - 2025年、部員）

2025年
- 異修羅（魔王軍）

### 劇場アニメ
- 魔法少女リリカルなのは Reflection（2017年、キャスター）
- さよならの朝に約束の花をかざろう（2018年、リコ）
- 囀る鳥は羽ばたかない The clouds gather（2020年、男）
- ブルーサーマル（2022年、青凪大学航空部員[19]）

### OVA
- ストライク・ザ・ブラッド ヴァルキュリアの王国篇（2015年、アナウンサーD）

### Webアニメ
- サンリオ Best friends' story -（ブックス）
- ベイブレードバースト ガチ（2019年 - 2020年、ダイキ、観客、弟子3、審判）
- ベイブレードバースト ダイナマイトバトル（2021年 - 2022年、ロボ審判、ジュニアブレーダー、アナウンサー）

### ゲーム
- シークレットゲーム -KILLER QUEEN-（長沢勇治）
- 天空のクラフトフリート（ヴィータ、マーク、サーキット）
- ベイブレードバースト（大会審判）
- ほしがりエンプーサ（緒鉢海）
- 初恋の歌（2015年）
- 夢王国と眠れる100人の王子様（ツヴァイ[20]）
- ベイブレードバースト ゴッド（カルロス、ブルース）
- 七つの大罪グラクロ（グリムネル）
- グランドチェイス（ティーメリック）
- Q＆Qアンサーズ（三銃士）
- 黒騎士と白の魔王
- グランドチェイス-次元の追跡者（2018年、ティーメリック[21]）

### ドラマCD
- こえぷら（店長）
- こえたま 〜ワーキング・ウィズ・ハッピーボイス〜（店長）
- 艶漢2（松吉）

### デジタルコミック
- VOMIC
  - ハイキュー!!（田中龍之介[22]）
  - 暗殺教室（磯貝悠馬）
- 小泉先生はみだされたくない（2022年、中村、ナレーション）[23]

### 吹き替え
- ラチェッド シーズン1#8（マイキー）
- トリンケット 〜小さな宝物〜 シーズン2（ベン）
- 私の国 #10（バンウォン青年）
- フッド・ザ・ビギニング（サリーム）
- V-Wars（ジャーゲン）
- このサイテーな世界の終わり シーズン2 ＃1（サム）
- 恋するアプリ Love Alarm（イ・ヘヨン〈チョン・ガラム〉）
- WATCHMEN：ULTIMATE CUT（バーナード）
- ロック・ドッグ（兵隊羊 役、他）
- スパイダーマン:ファー・フロム・ホーム（ザック〈ザッカリー・リン〉[24]）
- 花郎〈ファラン〉（ハンソン〈V〉）
- 整形水

### その他コンテンツ
- 音声合成ソフト「AITalk®」（たいち）
- フジクラ（VP）タイぞう役
- フィッシャープライス ゴールド・メダル・モーメント 〜その瞬間が、金メダル〜（PV音声）
- オーディオブック「君の膵臓をたべたい」（2016年、タカヒロ[25]）
- VOICEROID 水奈瀬コウ
- VOICEPEAK 水奈瀬コウ

### シリーズ一覧
1. ↑  第1期（2014年）、第2期『GRANDE ROAD』（2014年）
2. ↑  第1期（2015年）、第4期『NEXT』（2016年 - 2017年）、第5期『Z』（2018年）
3. ↑  第1期（2016年）、第2期『續』（2019年）
4. ↑  第1期（2016年 - 2017年）、第2期『神（ゴッド）』（2017年 - 2018年）、第3期『超ゼツ』（2018年 - 2019年）、第4期『GT（ガチ）』（2019年 - 2020年）、第6期『DB（ダイナマイトバトル）』（2021年 - 2022年）
5. ↑  第1期（2017年）、第3期『3rd Season』（2024年）
6. ↑  シーズン1（2023年）、シーズン2完結編（2024年）